# Живой корм

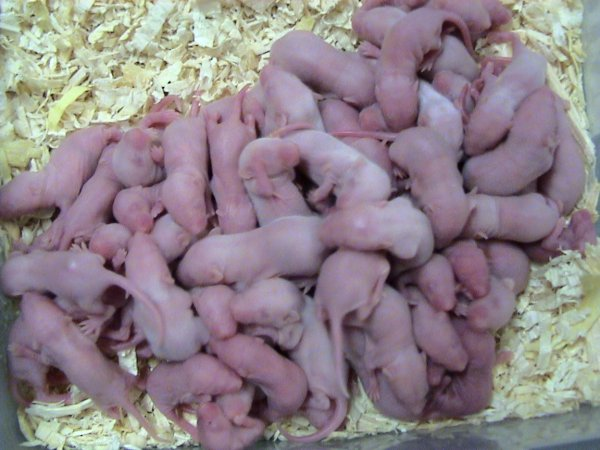
Новорождённые белые лабораторные мышата продаются в качестве живого корма для рептилий

Живо́й корм — живые организмы, используемые для кормления животных, содержащихся в неволе. Например, для кормления питомцев аквариумов и террариумов, мелких домашних хищников, животных зоологических парков и садов, серпентариев и т. п.

## Этимология названия
Термин «живой корм» происходит от устойчивого словосочетания «живой» (организм), используемый в качестве корма для содержащегося в неволе экзотического животного.

## Разновидности

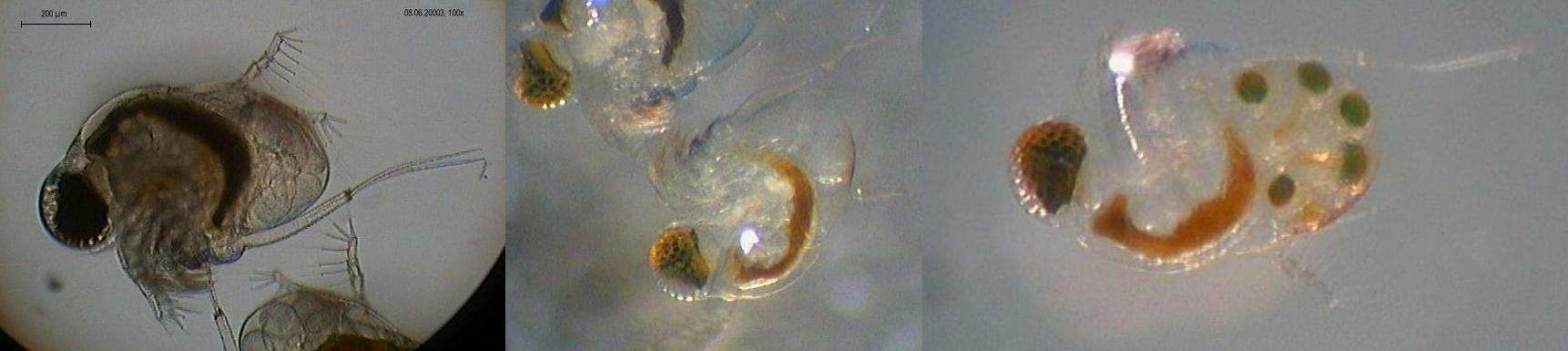
Ветвистоусые раки (Polyphemus pediculus) разводятся, отлавливаются и используются для кормления рыб

Живой корм обычно используется в качестве основной пищи для различных видов экзотических животных зоопарков и некоторых видов домашних питомцев: аллигаторов, змей, ящериц, лягушек и других представителей земноводных и пресмыкающихся, но кроме рептилий и амфибий живые корма применяются в качестве пищи плотоядным и всеядным животным, к которым относятся скунсы. Из наиболее популярных представителей животного мира в качестве недорогого и доступного корма используются сверчки, «мучные черви», личинки ночных бабочек, восковой моли и мух, а также различные виды тараканов и саранчи; более крупным животным скармливают небольших птиц и млекопитающих — таких как мыши или куры.
К основным и распространённым видам живого корма относят:
- Простейшие организмы
  - Инфузории
  - Коловратки
  - Эвглена

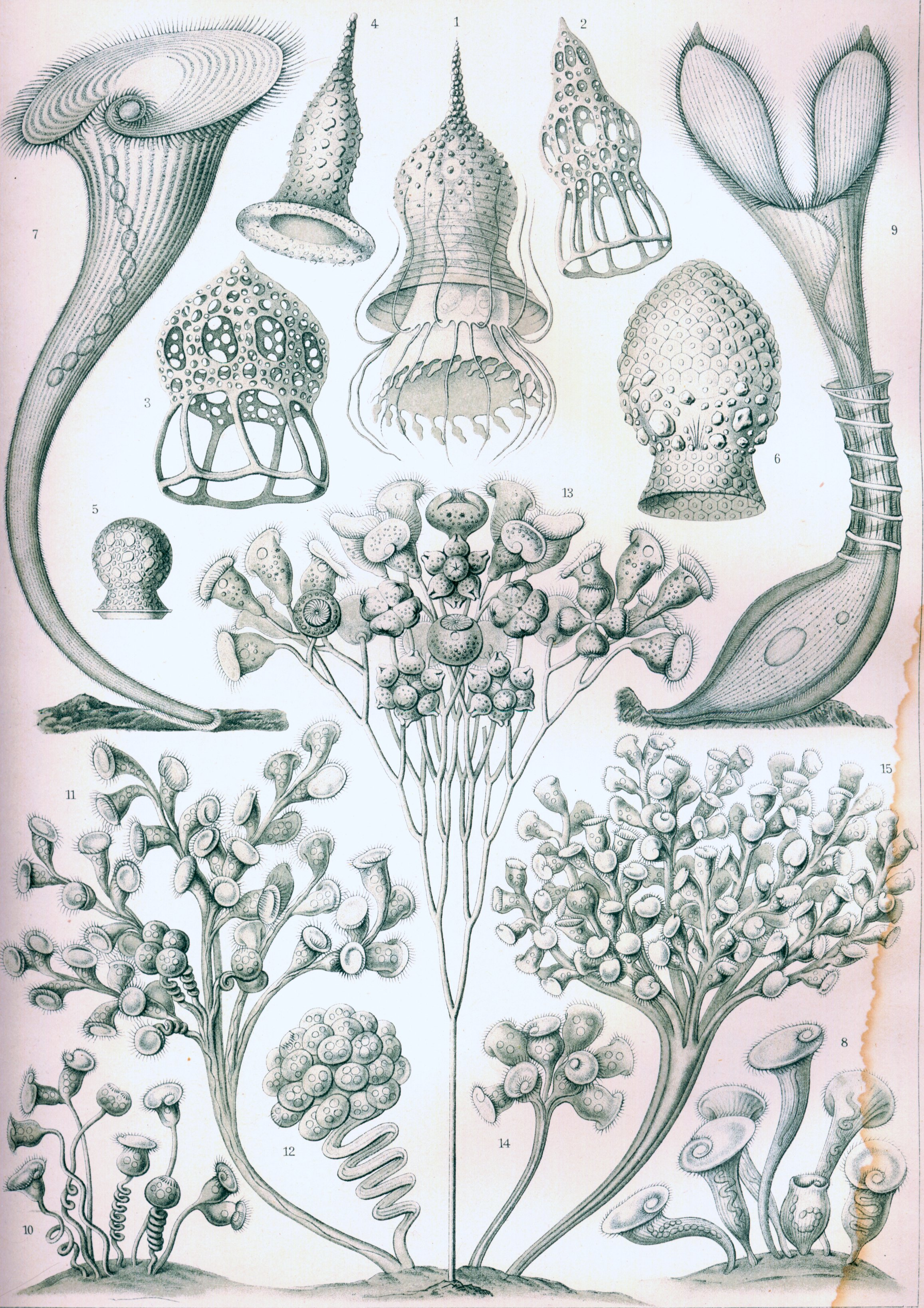
Различные виды инфузорий применяются для выкармливания молоди водных животных

- Различные рачки (веслоногие ракообразные, ветвистоусые раки, бокоплавы, планктон, бентос)
  - Артемия
  - Босмина длинноносая
  - Дафнии
  - Диаптомус
  - Мизиды
  - Мормыш «Гаммарус»
  - Циклопы

- Черви
  - Нематоды
  - Трубочники
  - Дождевые черви
  - Энхитреусы, или молочные белые черви

- Насекомые и их личинки

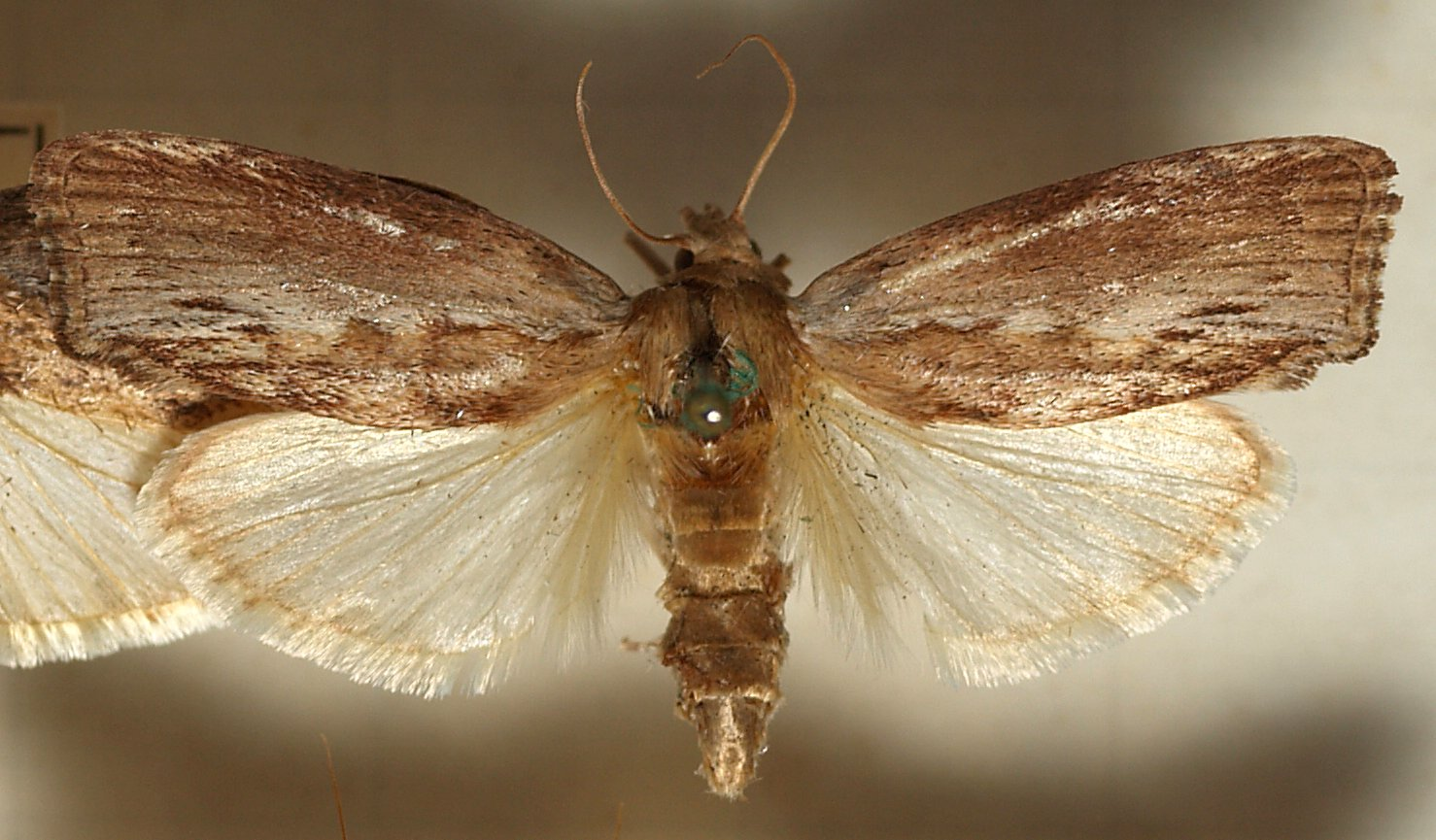
«Восковую моль» (Galleria Mellonella) разводят в качестве живого корма для амфибий

  - Большой мучной хрущак (личинка, соответственно называется «большой мучной червь»)

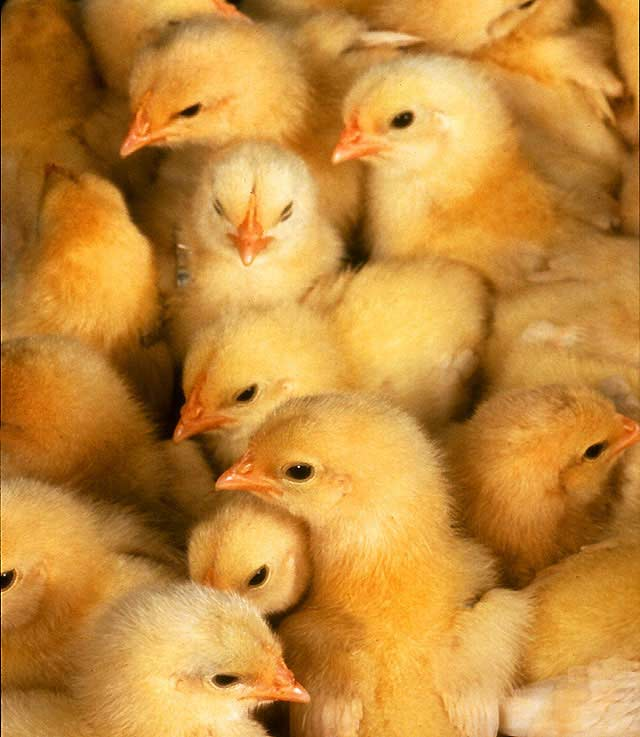
Живой корм для пресмыкающихся

  - Дрозофилы
  - Коретра
  - Мотыль
  - Мухи
  - Комары
  - Сверчки
  - Тараканы
  - Зофобасы

- Моллюски

- Мальки и рыбы небольших размеров

- Грызуны
  - Мыши
  - Крысы
  - Кролики

- Птицы
  - Голуби (дикие, беспородные)
  - Куры (цыплята и взрослые особи)

## Заготовка

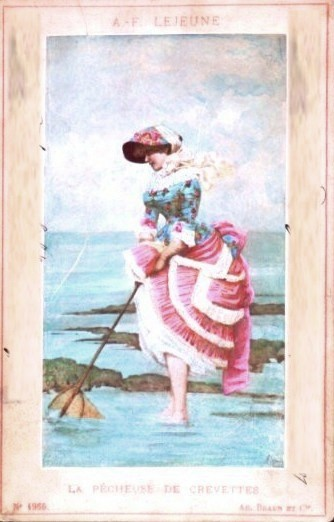
Лов живого корма для аквариумных рыбок на картине Адольфа Брауна (Adolphe Braun 1850—1877 гг.)

## Значение и питательная ценность

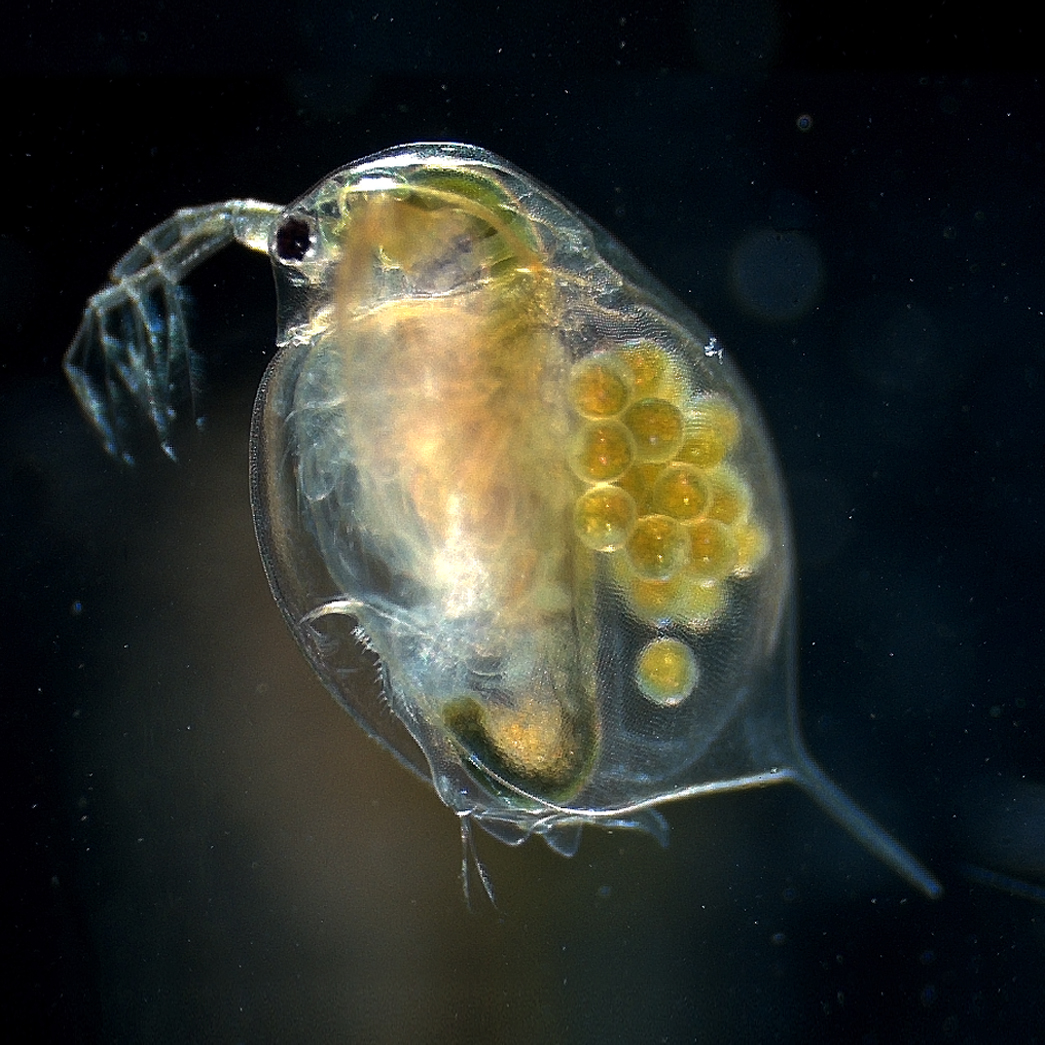
Дафния используется для кормления аквариумных рыб. На фотографии самка Daphnia magna c партеногенетическими яйцами в выводковой сумке.

| Наименование корма                                             | Белки | Жиры  | Углеводы |
| Артемия (Artemia) — науплиусы (ранние личинки)                 | 61—64 | 18—26 |          |
| Дафнии (Daphnia)                                               | 50    | 16    | 5        |
| Мойна (Moina) — «красный рачок», «дафния мойна»                | 67    | 30    |          |
| Коловратка (Rotifera)                                          | 65—75 | 12—20 |          |
| Нематода (Nematoda)                                            | 10    | 20    |          |
| Мотыль — личинки комаров-звонцов рода Chironomus               | 62    | 3     | 30       |
| Дождевой червь (Lumbricina)                                    | 58    | 12    |          |
| Энхитреус (Enchytraeus) — «молочный» или белый горшечный червь | 70    | 14    | 10       |